# Soberania popular
Soberania popular é a doutrina pela qual o Estado é criado e sujeito à vontade das pessoas, que são a fonte de todo o poder político. Está intimamente associada aos filósofos contratualistas, dentre eles Thomas Hobbes, John Locke, Jean-Jacques Rousseau, Voltaire e Barão de Montesquieu.

## O contrato social
A soberania popular é uma Escola contratualista (de 1650 a 1750), representada por Thomas Hobbes (1588-1679), John Locke (1632-1704) e Jean-Jacques Rousseau (1712-1778). A doutrina central é a de que a legitimidade do governo ou da lei está baseada no consentimento dos governados. A soberania popular é assim uma doutrina básica da maioria das democracias. Hobbes, Locke e Rousseau foram os pensadores mais influentes desta escola; todos postulavam que os indivíduos escolhem entrar em um contrato social um com o outro, abrindo mão voluntariamente de alguns direitos em troca de proteção contra os perigos e riscos de um estado natural.
Um desenvolvimento paralelo de uma teoria da soberania popular pode ser encontrado dentre os teólogos espanhóis da Escola de Salamanca (Francisco de Vitória (1483–1546) ou Francisco Suárez (1548–1617)), que (como os teóricos do direito divino dos reis) viam a soberania como emanada originalmente de Deus, mas (diferentemente destes teóricos) passando igualmente de Deus para todas as pessoas, não somente para os monarcas.
A maioria das repúblicas e muitas monarquias constitucionais estão teoricamente baseadas na soberania popular. Porém, uma noção legalista de soberania popular não necessariamente implica uma efetiva democracia: um partido político ou mesmo um ditador pode reivindicar ser o representante dos desejos das pessoas, e governar em seu nome, fingindo possuir autoridade.
Na história dos Estados Unidos da América, os termos soberania popular e o equivalente, mas mais depreciativo squatter sovereignty se referem no geral ao direito reivindicado pelos squatters, ou atuais moradores de um território dos Estados Unidos da América, para fazerem suas próprias leis. O aspecto mais controverso da soberania foi a escolha desses moradores de aceitarem ou rejeitarem a escravidão. A ideia foi defendida pelo político estadunidense de Illinois, Stephen Arnold Douglas, providenciado um meio para atrasar a discussão num caráter mais amplo. Foi proposta primeiramente pelo vice-presidente George Mifflin Dallas em 1847 e foi popularizada por Lewis Cass em sua campanha presidencial de 1848. A doutrina foi incorporada no Compromisso de 1850 e quatro anos mais tarde era uma característica importante do Ato de Kansas-Nebraska.

## Soberania popular e soberania territorial
Soberania popular é um conceito distinto de soberania territorial. Como muitos exemplos de divisões territoriais mostram, a soberania territorial é celebrada por um governo, não pelas pessoas.
Esta distinção é especialmente importante ao discutir o tópico de ocupação militar. O Direito Internacional especifica que a ocupação militar não transfere soberania. Conseqüentemente, ocupação militar como um resultado de guerra, enquanto representando posse atual segundo as aparências, não implica qualquer direito que seja para dispor do território. Enquanto durarem as hostilidades (isto é, até um tratado de paz ter efeito ou as hostilidades formalmente cessarem), A Força de Ocupação não pode anexar o território ocupado, mesmo que tenha ocupado a totalidade desse território. Uma decisão a esse respeito só pode ser alcançada no tratado de paz. Esta regra mundialmente reconhecida é endossada por juristas e confirmada por numerosas decisões de tribunais internacionais e nacionais.